# Стаатсбург (Нью-Йорк)
Стаатсбург (англ. Staatsburg) — переписна місцевість (CDP) в США, в окрузі Дачесс штату Нью-Йорк. Населення — 703 особи (2020).

## Географія
Стаатсбург розташований за координатами 41°51′12″ пн. ш. 73°55′20″ зх. д. / 41.85333° пн. ш. 73.92222° зх. д. (41.853260, -73.922242).  За даними Бюро перепису населення США в 2010 році переписна місцевість мала площу 2,76 км², з яких 2,76 км² — суходіл та 0,00 км² — водойми.

## Демографія
Згідно з переписом 2010 року, у переписній місцевості мешкало 377 осіб у 162 домогосподарствах у складі 99 родин. Густота населення становила 137 осіб/км².  Було 192 помешкання (70/км²).
Расовий склад населення:
| - 96,3 % — білих - 1,1 % — азіатів - 0,5 % — корінних американців - 0,3 % — чорних або афроамериканців |

До двох чи більше рас належало 1,6 %. Частка іспаномовних становила 5,3 % від усіх жителів.
За віковим діапазоном населення розподілялося таким чином: 22,5 % — особи молодші 18 років, 62,9 % — особи у віці 18—64 років, 14,6 % — особи у віці 65 років та старші. Медіана віку мешканця становила 44,1 року. На 100 осіб жіночої статі у переписній місцевості припадало 99,5 чоловіків;  на 100 жінок у віці від 18 років та старших — 96,0 чоловіків також старших 18 років.
Середній дохід на одне домашнє господарство  становив 94 912 долари США (медіана — 90 313), а середній дохід на одну сім'ю — 151 673 долари (медіана — 160 375). За межею бідності перебувало 19,1 % осіб, у тому числі 0,0 % дітей у віці до 18 років та 0,0 % осіб у віці 65 років та старших.
Цивільне працевлаштоване населення становило 62 особи. Основні галузі зайнятості: науковці, спеціалісти, менеджери — 72,6 %, освіта, охорона здоров'я та соціальна допомога — 27,4 %.